# اشلی بل
اشلی بل (انگلیسی: Ashley Bell؛ زادهٔ ۲۶ مهٔ ۱۹۸۶) هنرپیشه اهل ایالات متحده آمریکا است.
از فیلم‌هایی که وی در آن نقش داشته است می‌توان به تفنگدار دریایی ۳ اشاره کرد.